# شینیوان
شینیوان (انگلیسی: Xinyuan) شرکت املاک چینی است، که در سال ۲۰۰۰ تأسیس شد.